# قائمة وزراء العدل (الجزائر)
تعتبر وزارة العدل من الوزارات السيادية في الجزائر، والتى تأسست في وقت مبكر من عمر دولة الجزائر الحديثة وذلك في عام 1962، وأدناه قائمة كاملة للوزراء المتعاقبون على رأس الوزارة حيث يعتبر عمار بن تومي أول وزير عدل بتاريخ 27 سبتمبر 1962.

## القائمة
| #                   | الاسم الكامل           | الصورة                  | فترة الخدمة    | فترة الخدمة    | في عهد حكومة |
| #                   | الاسم الكامل           | الصورة                  | من تاريخ       | إلى تاريخ      | في عهد حكومة |
| ------------------- | ---------------------- | ----------------------- | -------------- | -------------- | --- |
| 1                   | عمار بن تومي           |                         | 27 سبتمبر 1962 | 18 سبتمبر 1963 | - حكومة بن بلة الأولى |
| 2                   | محمد الهادي حاج سماعين |                         | 18 سبتمبر 1963 | 2 ديسمبر 1964  | |
| 3                   | محمد بجاوي             |                         | 2 ديسمبر 1964  | 21 يوليو 1970  | |
| 4                   | بوعلام بن حمودة        |                         | 21 يوليو 1970  | 23 أبريل 1977  | |
| 5                   | عبد المالك بن حبيلس    |                         | 23 أبريل 1977  | 8 مارس 1979    | |
| 6                   | لحسن سوفي              |                         | 8 مارس 1979    | 15 يوليو 1980  | |
| 7                   | بوعلام باقي            |                         | 15 يوليو 1980  | 18 فبراير 1986 | |
| 8                   | محمد شريف خروبي        |                         | 18 فبراير 1986 | 5 نوفمبر 1988  | |
| 9                   | علي بن فليس            |                         | 5 نوفمبر 1988  | 21 يوليو 1991  | - حكومة مرباح - حكومة حمروش الأولى - حكومة حمروش الثانية - حكومة غزالي الأولى                                                               |
| 10                  | حمداني بن خليل         |                         | 21 يوليو 1991  | 19 يوليو 1992  | |
| 11                  | عبد الحميد ماحي باهي   |                         | 19 يوليو 1992  | 17 نوفمبر 1992 | |
| 12                  | محمد تقية              |                         | 17 نوفمبر 1992 | 7 مارس 1995    | |
| 13                  | محمد أدمي              |                         | 7 مارس 1995    | 18 أكتوبر 1998 | |
| 14                  | مكامشة الغوثي          |                         | 15 ديسمبر 1998 | 23 ديسمبر 1999 | - حكومة حمداني |
| 15                  | أحمد أويحيى            |                         | 23 ديسمبر 1999 | 4 يونيو 2002   | - حكومة بن بيتور - حكومة بن فليس الأولى - حكومة بن فليس الثانية                                                                             |
| 16                  | محمد شرفي              | - حكومة بن فليس الثالثة | 4 يونيو 2002   | 6 سبتمبر 2003  | |
| 17                  | الطيب بلعيز            |                         | 6 سبتمبر 2003  | 4 أبريل 2012   | - حكومة سلال الثانية - حكومة سلال الثالثة                                                                                                   |
| 18                  | أحمد نوي (بالنيابة)    |                         | 4 أبريل 2012   | 3 سبتمبر 2012  | |
| 19                  | محمد شرفي              |                         | 3 سبتمبر 2012  | 11 سبتمبر 2013 | - حكومة سلال الأولى |
| 20                  | الطيب لوح              |                         | 11 سبتمبر 2013 | 1 أبريل 2019   | - حكومة سلال الأولى - حكومة سلال الثانية - حكومة سلال الثالثة - حكومة سلال الرابعة - حكومة سلال الخامسة - حكومة تبون - حكومة أويحيى العاشرة |
| 21                  | سليمان براهمي          |                         | 1 أبريل 2019   | 31 يوليو 2019  | - حكومة بدوي |
| 22                  | بلقاسم زغماتي          |                         | 31 يوليو 2019  | 07 يوليو 2021  | - حكومة بدوي - حكومة جراد الأولى - حكومة جراد الثانية                                                                                       |
| 23                  | عبد الرشيد طبي         |                         | 07 يوليو 2021  | إلى اليوم      | - حكومة بن عبد الرحمان |
| المصدر: وزارة العدل |                        |                         |                |                | |